# Alberto Cid
Alberto Cid Matinote (Montevideo, 17 de agosto de 1940) es un médico y político uruguayo por el Frente Amplio.

## Biografía
Se graduó como doctor en Medicina de la Facultad de Medicina de la Universidad de la República en 1970. 
En 1971 gracias a una Beca en Medicina Interna de la Organización Panamericana de la Salud para el Hospital Italiano de la ciudad de Buenos Aires se va a vivir allí durante un año. Ese mismo año se especializa en Medicina Intensiva. 
En 1973 renuncia por motivos políticos al cargo que ocupaba como Profesor de Terapia Intensiva en la Facultad de Medicina del Uruguay. 
Es nombrado Socio de Honor de la Sociedad Uruguaya de Reproducción Humana por su contribución legislativa en el campo de la reproducción humana asistida.
Fue Presidente del Sindicato Médico del Uruguay durante un año, en 1988, y es reelecto dos años más tarde, en 1990.
Fue suplente del entonces senador Danilo Astori, por Asamblea Uruguay, Frente Amplio, durante el período legislativo 1990-1995. Es reelecto senador (esta vez titular) en el período 1995-2000, reelecto otra vez en el período 2000-2005 y nuevamente reelecto para el período 2005-2010.
A fines de 2013, Cid se acercó al sector Lista 711, que lidera Raúl Fernando Sendic.